# تمرد كاتانغا

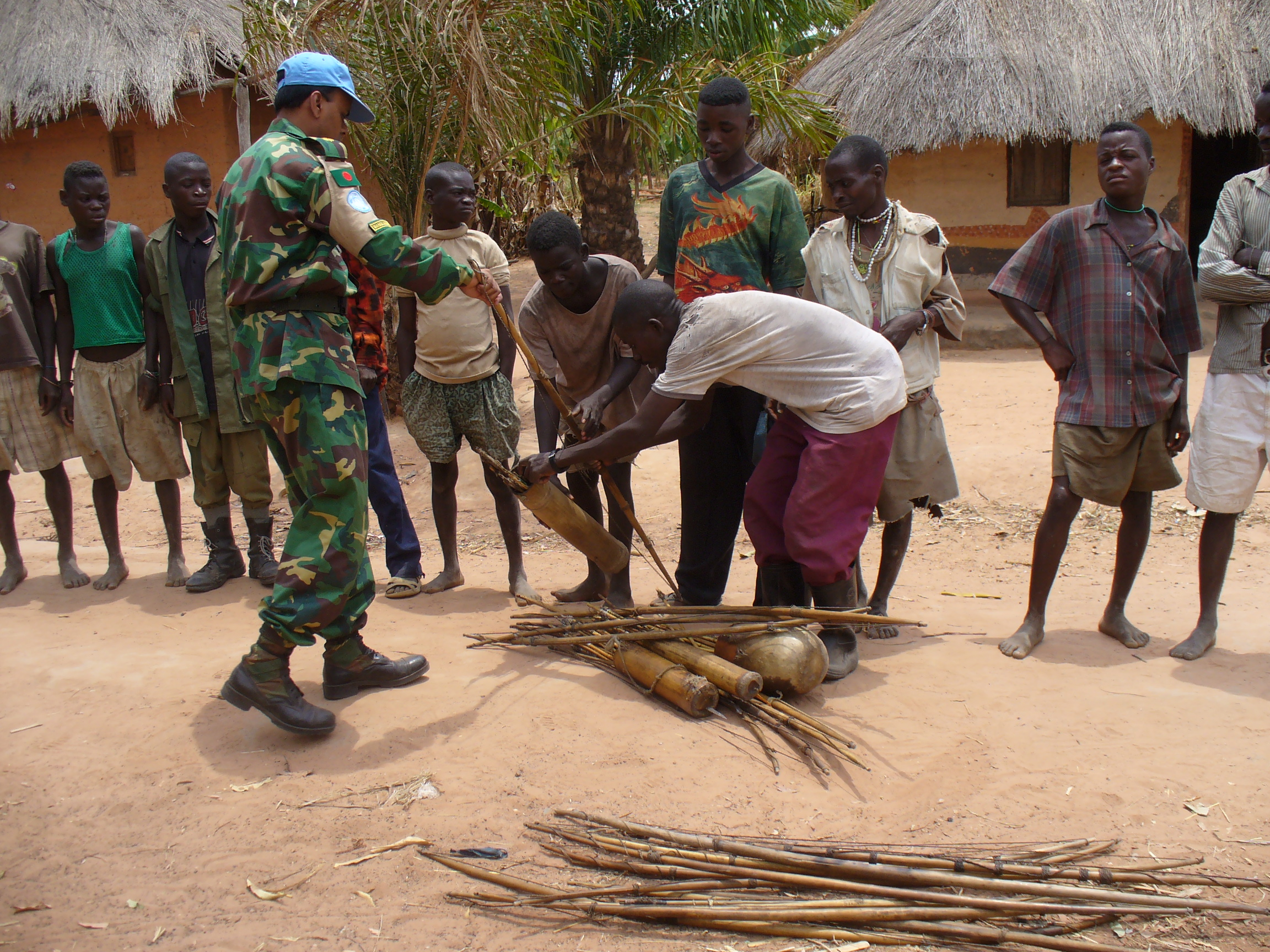
إستسلام مسلحون ماي ماي في شمال كاتانغا

تمرد كاتانغا هو تمرد مُستمر من جانب عدد من الجماعات المتمردة في جمهورية الكونغو الديمقراطية بعضها تهدف لإقامة دولة مستقلة في كاتانغا. التمرد قد نشط في أشكال مختلفة منذ عام 1960، من الجماعات المتمردة قد ضاعفت مؤخرا جهودها في 2011 التي حررت جيديون كيونغو موتانغا، التي تقودها الآن معظم الجماعات الانفصالية في كاتنغا. انخرطت المتمردين الديمقراطية منذ 2000 لتحرير رواندا في نزاع عسكري من مستوى منخفض بين القوات المسلحة لجمهورية الكونغو الديمقراطية ومختلف الجماعات الانفصالية في كاتنغا. معظم هذه القوات نشطة في الجزء الشمالي الشرقي من مقاطعة كاتانغا بالقرب من الحدود مع جنوب كيفو. تسبب الصراع في المنطقة نزوح حوالي 600,000 لاجئ إلى مناطق أخرى مختلفة من جمهورية الكونغو الديمقراطية وعدد غير معروف من المدنيين لقوا حتفهم نتيجة للصراع.